# Juan Luis Cebrián Echarri
Juan Luis Cebrián Echarri (Madrid, 30 oktober 1944) is een Spaans journalist, schrijver en ondernemer. Hij was de eerste directeur van het grootste Spaanse dagblad El País van 1976 tot 1988, en tot 2018 president-directeur van het Spaanse mediaconglomeraat en moederbedrijf van El País, Grupo PRISA. Daarnaast is hij sinds 1996 lid van de Real Academia Española, en de enige Spaanse academicus die lid is van de Bilderberggroep, waar hij bovendien als enige Spaanstalige persoon een uitvoerende functie heeft. Tussen 1976 en 2018 werd hij over het algemeen beschouwd als een van de tien invloedrijkste personen in Spanje.

## Biografie
Juan Luis Cebrián is de zoon van Vicente Cebrián, directeur van Arriba, het officiële dagblad van de Falange Española de las JONS, de franquistische politieke partij aan de vooravond en tijdens het begin van de Spaanse Burgeroorlog, en later een hooggeplaatste persfunctionaris binnen het franquistische regime.
Aan de Complutense Universiteit van Madrid studeert Juan Luis Cebrián geesteswetenschappen, en parallel daaraan gaat hij naar de officiële school van de journalistiek, verbonden aan het franquistische regime, waar hij in 1963 als 19-jarige afstudeert.
Na zijn studies kan hij aan de slag als hoofdredacteur bij de krant Pueblo, een van de drie belangrijkste dagbladen tijdens de dictatuur, waarvan de directeur een goede vriend is van zijn vader. Later wordt hij hoofdredacteur, en nog later onderdirecteur van de krant Informaciones, dat aan het einde van de dictatuur ruimte biedt aan dissidente stemmen. De laatste franquistische regering benoemt hem in 1974 tot directeur van het nieuws van RTVE, Spaanse staatsradio- en televisie-omroep.
In 1976 richt hij, samen met onder andere Jesús de Polanco, het dagblad El País op, waarvan hij de eerste directeur wordt. Deze functie voert Cebrián uit tot 1988. In die tijd wordt El País de grootste krant van het land. Tussen 1986 en 1988 is hij bovendien voorzitter van het International Press Institute. Hij verlaat de krant on bestuursvoorzitter van het moederbedrijf te worden, Grupo PRISA, waarvan hij in juli 2012 algemeen directeur wordt.
In 2006 neemt hij voor het eerst deel aan de jaarlijkse bijeenkomst van de Bilderberggroep, waar hij op termijn een uitvoerende functie krijgt.
In 2016 wordt hij genoemd in het schandaal van de panama papers en kondigt hij een rechtszaak aan tegen de televisiezender La Sexta en de nieuwswebsites eldiario.es en elplural.es die over het schandaal berichten. Bovendien ontslaat hij Ignacio Escolar, tevens directeur van eldiario.es, als medewerker van Cadena SER, een radiostation van de Grupo PRISA, en verbiedt hij werknemers van die groep om mee te werken met de media in kwestie.
Na de aandeelhoudersvergadering in 2018 wordt hij door de bestuursraad van de Grupo PRISA uit al zijn functies ontheven. Als redenen worden genoemd zijn slechte bestuur (de groep maakt op dat moment grote verliezen) en het feit dat hij zichzelf constant op de voorgrond zet. Hij krijgt de symbolische functie van erevoorzitter toegewezen.
- Bibsys: 90130890
- Biblioteca Nacional de España: XX828320
- Bibliothèque nationale de France: cb12003531t (data)
- Catàleg d'autoritats de noms i títols de Catalunya: 981058516509306706
- CiNii: DA04732044
- Gemeinsame Normdatei: 128648414
- International Standard Name Identifier: 0000 0000 8398 3436
- Library of Congress Control Number: n81034470
- Bibliotheek van het Japanse parlement: 00464375
- Nationale Bibliotheek van Tsjechië: xx0000775
- Nationale bibliotheek van Australië: 36086058
- Nationale Bibliotheek van Israël: 987007380869305171
- Nederlandse Thesaurus van Auteursnamen: 072404787
- Réseau des bibliothèques de Suisse occidentale: 02-A003086049
- Système universitaire de documentation: 028142012
- Trove: 1209596
- Virtual International Authority File: 85311639
- WorldCat: E39PBJqk6yFJXrxGpYPrVpTCQq